# San Juan de Viña
San Juan de Viña es una localidad del estado mexicano de Michoacán. Es parte del municipio de Tacámbaro.

## Toponimia
El nombre «San Juan» hace referencia al santo patrono de la localidad: Juan el Bautista.

## Demografía
| Gráfica de evolución demográfica |
|                                  |

| Censo | Población |
| ----- | --------- |
| 1900  | 266       |
| 1910  | 299       |
| 1921  | 149       |
| 1930  | 294       |
| 1940  | 311       |
| 1950  | 572       |
| 1960  | 712       |
| 1970  | 624       |
| 1980  | 767       |
| 1990  | 834       |
| 2000  | 1011      |
| 2010  | 1033      |
| 2020  | 1268      |